# گراب (استان پودکارپاتسکیه)
گراب (به لهستانی:  Grab) یک روستا در لهستان است که در گمینا کرمپنا واقع شده‌است.